# Hadrià
|  | Per a altres significats, vegeu «Adrià (desambiguació)». |

Hadrià o Adrià, nom complet Publi Eli Trajà Hadrià (Publius Aelius Traianus Hadrianus; nascut a Itàlica, Hispània, el 24 de gener del 76 i mort a Baia el 10 de juliol del 138), fou emperador de l'Imperi Romà del 117 al 138. Era cosí del seu antecessor, Trajà, i també pertanyia a una família senatorial de la Bètica. Va morir als 62 anys a causa de malaltia.

## Carrera militar
Va participar en les guerres dàcies, i el 101 va fer la seva primera campanya al Danubi i l'any següent entra a Dàcia. El 105 fou nomenat pretor, el 107 governador de la Baixa Pannònia, el 108 cònsol i el 114 governador de Síria, on hagué de lluitar en les Guerres pàrtiques i la revolta jueva, i a la mort de Marc Ulpi Trajà, el 117, es va proclamar emperador.

## Govern de l'imperi
Hadrià va revertir ràpidament la política del seu predecessor respecte l'Imperi Part, decidint que era de l'interès de Roma restablir l'Eufrates com a límit del seu control directe, i va tornar de bon grat a l'Statu quo ante bellum, lliurant els territoris d'Armènia, Mesopotàmia i Adiabene als seus anteriors governants i reis clients i almenys durant mig segle més, Roma va evitar la intervenció activa a l'est de l'Eufrates.
El nomenament d'Hadrià com a emperador i les promeses realitzades per ell de permetre la reconstrucció del Temple de Jerusalem va portar un breu lapse de tranquil·litat a la regió, però després el seu canvi de pensament per la influència del seu entorn grec i la decisió de fundar la ciutat romana d'Èlia Capitolina en el lloc de Jerusalem, va portar a un reinici dels disturbis que va motivar el trasllat de la legió VI Ferrata al lloc, culminant quinze anys després en la revolta de Bar Kokhebà.
Hadrià va crear diversos càrrecs administratius que ja no eren elegibles i gratuïts, sinó nomenats per l'emperador i remunerats. Tots aquests càrrecs es van reservar a membres de l'orde senatorial i de l'orde dels cavallers. Va crear quatre jutges suprems per damunt dels tribunals locals, però l'experiència es va cancel·lar després amb el seu successor. Va fer una compilació de lleis en vigor a causa que els edictes que circulaven eren molt nombrosos i era difícil el seu maneig. Deli Espartià diu que fou Hadrià qui va construir una muralla d'uns 150 km de llarg per separar el territori romà dels bàrbars caledonis. Viatjà per tot l'imperi, i també a Hispània, d'on era natural (121 a 122), on gairebé ja no es parlaven les antigues llengües celtes, celtibèriques, ibèriques i d'altres, i en l'àmbit urbà predominava completament el llatí. El culte a l'emperador hi estava molt estès. La vida municipal era activa i les vies de comunicació bones. El comerç, la mineria i l'agricultura prosperaven. En el seu viatge per Hispània, Hadrià va efectuar algunes condonacions d'impostos, però, al contrari del que va fer el seu antecessor, Hadrià va tornar a augmentar els impostos.

## Successió

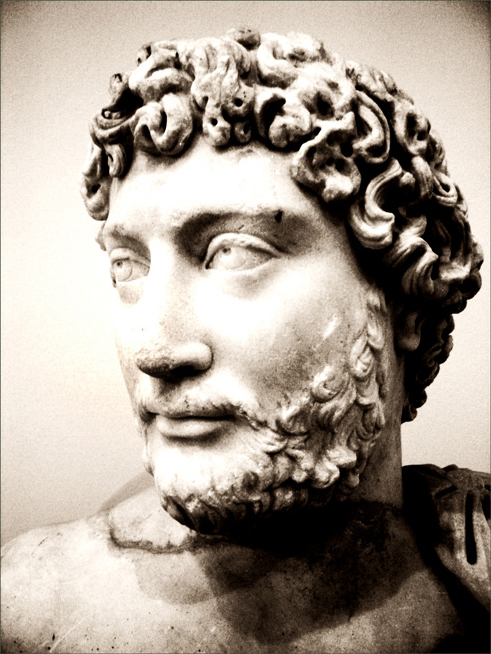
Bust d'Hadrià, al Museu Arqueològic Nacional d'Atenes (Grècia)

Amb la finalitat de resoldre la qüestió successòria, va adoptar Luci Ceioni Còmmode, un dels cònsols ordinaris de l'any 136, que va prendre el nom de Luci Aureli Ver Cèsar i era fillastre i gendre d'un dels quatre consulars que havien estat assassinats el 118. Se li concedí la tribunicia potestas, l'administració de la Pannònia i un nou consolat el 137. No obstant això, l'hereu al tron i que havia de ser el darrer a adoptar el títol de cèsar només pel fet de ser adoptat per l'emperador, va morir l'1 de gener de l'any 138. Des d'aleshores, el nom de cèsar va quedar reservat als successors de l'emperador regnant assenyalant-los els segons en la jerarquia.
Després de la mort d'Aureli Ver, Hadrià va adoptar Tit Fulvi Boioni Arri Aureli Antoní, el futur emperador Antoní Pius, llavors encara un dels quatre legatus consularis de la Itàlia romana que havia posseït el proconsolat d'Àsia. El 25 de febrer del 138, se li va concedir la Tribunicia potestas i l'Imperium. Així mateix, una de les condicions de l'adopció d'Antoní era que aquest adoptés Luci Aureli Ver Cèsar (hereu d'Aureli Ver) i Marc Anni Ver, net de Marc Anni Ver, íntim amic d'Hadrià i que s'havia casat amb la filla d'Aureli Ver, Ceiònia Fàbia.
Les intencions d'Hadrià han estat intensament debatudes. Tot i que s'ha establert generalment que Anni Ver —l'emperador Marc Aureli— n'era el successor electe, alguns historiadors pensen que l'emperador tractava d'afavorir Luci Ceioni Còmmode —hereu d'Aureli Ver—, tot i que es va veure obligat a tenir deferències cap a Anni Ver a causa de les seves connexions amb els senadors narbonesos i hispans, com era ell mateix. Altres experts afirmen que va ser Antoní Pius —oncle d'Anni Ver— el que el va predisposar favorablement cap a Anni Ver (el fet que Anni Ver es divorciés de Ceiònia Fàbia i es casés amb Ànnia Faustina —hereva d'Antoní Pius— dona suport a aquesta teoria. De fet, quan va ser designat emperador, Marc Aureli va voler regnar amb Luci Aureli Ver.